# Jürgen van de Loo
Jürgen C. W. van de Loo (* 22. April 1932 in Freiburg im Breisgau; † 13. August 2016 in Münster) war ein deutscher Mediziner.

## Leben
Van de Loo studierte Humanmedizin an der Albert-Ludwigs-Universität Freiburg und an der Leopold-Franzens-Universität Innsbruck. Als Stipendiat der Deutschen Forschungsgemeinschaft war er im Max-Planck-Institut für Immunbiologie und Epigenetik tätig und wurde 1956 zum Dr. med. promoviert. 1965 folgte am Universitätsklinikum Köln die Facharztanerkennung für Innere Medizin, 1967 habilitierte er sich ebenda.
Jürgen van de Loo wurde 1971 zum außerplanmäßigen Professor an der Universität Köln und 1976 ebenda zum Ordinarius berufen. Er wechselte kurz darauf an die Westfälische Wilhelms-Universität Münster und hatte von 1976 bis 1997 den Lehrstuhl für Innere Medizin mit den Schwerpunkten Hämatologie, Hämostaseologie und Onkologie an der Münsteraner Universität inne. Er war zudem von 1978 bis 1984 Direktor des Instituts für Arteriosklerose (LIfA). Ab 1986 war er Gründer des Interdisziplinären Zentrums für Blutstammzell- und Knochenmarktransplantation in Münster. Er hatte den Vorsitz für das Tumorzentrum Münsterland (1993–1997) und den Vorsitz für das Interdisziplinäre Zentrum für Klinische Forschung (1995–1997) inne.
Er war von 1991 bis 1992 Vorsitzender der Deutschen Gesellschaft für Innere Medizin DGIM und 1992 Präsident des 98. Internistenkongresses in Wiesbaden. 1997 wurde er zum Ehrenmitglied der Deutschen Gesellschaft für Innere Medizin ernannt und 2005 der Deutschen Gesellschaft für Hämatologie und Medizinische Onkologie.
Seit 1993 war er Mitglied der Nationalen Akademie der Wissenschaften, der Leopoldina.
Für sein Engagement für die Ernst-Moritz-Arndt-Universität Greifswald und besonders ihre Medizinische Fakultät nach der Wende wurde er 2002 mit der Ehrendoktorwürde ausgezeichnet. Seit 1994 war van de Loo Vorsitzender des Wissenschaftlichen Beirats für die Community Medicine, die durch das Bundesforschungsministerium gefördert wurde. Er verankerte den Forschungsschwerpunkt Community Medicine/Community Dentistry an der Universität in Greifswald. 2011 erfolgte die Ehrung mit dem Bundesverdienstkreuz 1. Klasse des Verdienstordens der Bundesrepublik Deutschland.